# 江西省人民政府国有资产监督管理委员会
江西省人民政府国有资产监督管理委员会，简称江西省国资委，是中华人民共和国江西省人民政府直属正厅级特设机构。根据江西省人民政府授权，代表江西省人民政府履行出资人职责，监管江西省属企业（含地方金融企业）和省属企业化管理事业单位的国有资产。

## 监管企业
根据江西省国资委官网显示，共有监管企业共18家：
- 江西铜业股份
- 江西省投资集团公司
- 新余钢铁集团有限公司
- 江西省能源集团公司
- 江西省省属国有企业资产经营（控股）有限公司
- 江西省建工集团有限责任公司
- 江西钨业控股集团有限公司
- 江中製藥股份有限公司
- 江西省建材集团公司
- 中国江西国际经济技术合作公司
- 江西省招标咨询集团有限公司
- 江西省盐业集团股份有限公司
- 江西大成国有资产经营管理有限责任公司
- 江西省民爆投资有限公司
- 江西省铁路投资集团公司
- 江西省高速公司投资集团有限责任公司
- 江西省水利投资集团有限公司
- 中国瑞林工程技术有限公司